# Fridolin Stäuble
Fridolin Stäuble (* 14. März 1817 in Magden; † 20. Juni 1881 ebenda) war ein Schweizer Jurist und Politiker. 

## Leben
Nach dem Besuch der Kantonsschule in Aarau studierte Fridolin Stäuble an den Universitäten Freiburg im Breisgau und Heidelberg Rechtswissenschaften. In Freiburg wurde er Mitglied des Corps Helvetia. 1842 schloss er sich in Heidelberg dem Corps Helvetia an. 1843 legte er das Fürsprecherexamen ab. Er ließ sich als Anwalt in Rheinfelden und ab 1848 in Magden nieder. Von 1867 bis 1881 war er Aargauer Oberrichter. Als radikal-liberaler Politiker gehörte er von 1856 bis 1862 und von 1864 bis 1868 dem Grossen Rat des Kantons Aargau an. Von 1862 bis 1863 war er Abgeordneter zum Ständerat. Sein politisches Engagement galt dem Fricktal. In der Schweizer Armee war er Stabsmajor der Scharfschützen.